# (Forever) Live and Die
(Forever) Live and Die är en låt av den brittiska gruppen Orchestral Manoeuvres in the Dark utgiven 1986 som den första singeln från albumet The Pacific Age. Den nådde som bäst 11:e plats på brittiska singellistan, 19:e plats på Billboard Hot 100 och blev en topp 10-hit i flera europeiska länder.
Låten sjungs av Paul Humphreys och är producerad av Stephen Hague som även är känd för sitt samarbete med Pet Shop Boys.

## Utgåvor
7" och 7" bildskiva
1. "(Forever) Live and Die" – 3:36
2. "This Town" – 3:44

12" första utgåva
1. "(Forever) Live and Die" (John "Tokes" Potoker - Extended Mix) – 5:45
2. "(Forever) Live and Die" (7" version) – 3:36
3. "This Town" – 3:44

12" andra utgåva
1. "(Forever) Live and Die" (Tom Lord-Alge - Extended Remix) – 5:50
2. "(Forever) Live and Die" (7" version) – 3:36
3. "This Town" – 3:44

## Listplaceringar
| Lista (1986/87)                                 | Högsta placering |
| ----------------------------------------------- | ---------------- |
| Australian Singles Chart                        | 19               |
| Austrian Singles Chart                          | 5                |
| Canadian Singles Chart                          | 10               |
| Dutch GfK chart                                 | 5                |
| Dutch Top 40                                    | 3                |
| German Singles Chart                            | 8                |
| Irish Singles Chart                             | 13               |
| Swiss Singles Chart                             | 9                |
| UK Singles Chart                                | 11               |
| U.S. Billboard Hot 100                          | 19               |
| US Billboard Hot Dance Music/Maxi-Singles Sales | 37               |
| US Billboard Adult Contemporary                 | 25               |